# 注意書き
注意書き（ちゅういがき）は、ユーザーに安全などのための注意すべき点や警告を、前もって喚起するための文章（文書）。マークやピクトグラムを併用している場合もある。
なお、流通途中の段階においても、それらを促す「天地無用」や「折曲厳禁」「取扱注意」「加圧禁止」「落下厳禁」「上積厳禁」「水濡厳禁」といった禁止絡みの熟語も存在する。
「店内撮影お断り」や「二度漬けお断り」など、運営者（自治体を含む）・経営者（店など）側が、客側に看板や張り紙などで求めるものもある。

## 商品
「使用上の注意」や、推奨する保管方法などが、商品説明と共に記載されている。
なお、商品説明部分は基本的に丁寧体（です・ます調）であることが多いが、強い注意喚起部分は、そうなっていない。
自主基準で表示を決めているジャンルの商品もある。例えば日本では、メーカー各社で形成される洗浄剤・漂白剤等安全対策協議会が考案した「子供に注意」「目に注意」「必ず換気」。1998年には「まぜるな危険」の表示を開始した。
日本では、スプレーなどの液化石油ガス（LPG）使用製品には、「火気と高温に注意」と、赤白で目立たせて書いてある。高圧ガス保安法に基づく義務表記であるという。それでも、人身事故が起きてしまった事例もある（「バルサン 氷殺ジェット」など）。
子供の誤使用・誤飲を避けるため、「幼児の手の届かないところに保管してください。」などの文面が書かれているものも多い。ライターにおいては事故多発を受けチャイルド・レジスタンス（CR機構）が義務化された。注意書きのうち「子供から遠ざける。」「子供に触れさせない。」などの文言のみが赤字で書かれているものが多い。
アメリカでは、「Wacky Warning Label Contest（最も妙な注意書きコンテスト）」（主催：Michigan Lawsuit Abuse Watch）が1997年から発表されている。

## ギャラリー
日用品

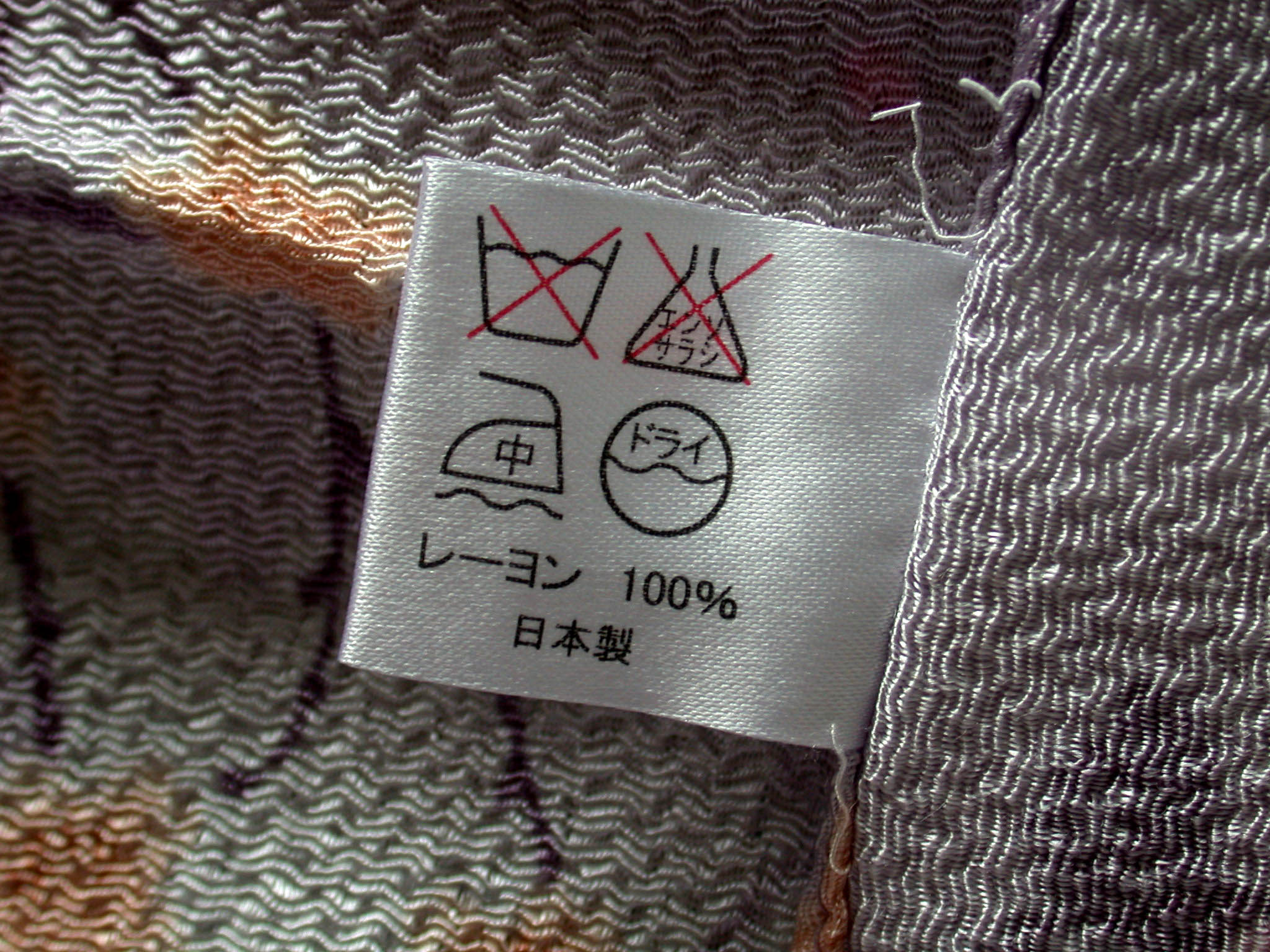
洗濯表示
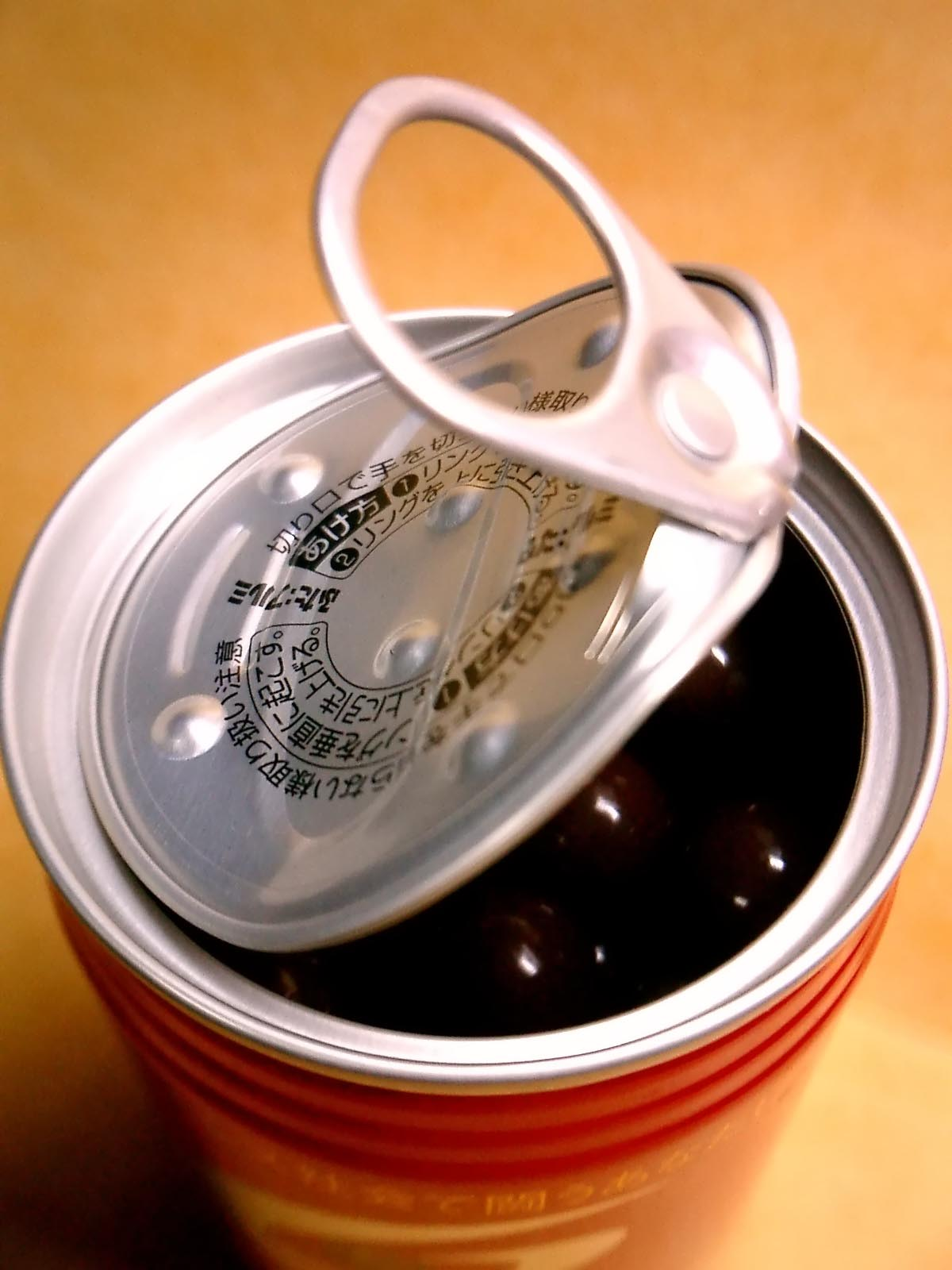
フルオープンエンド缶
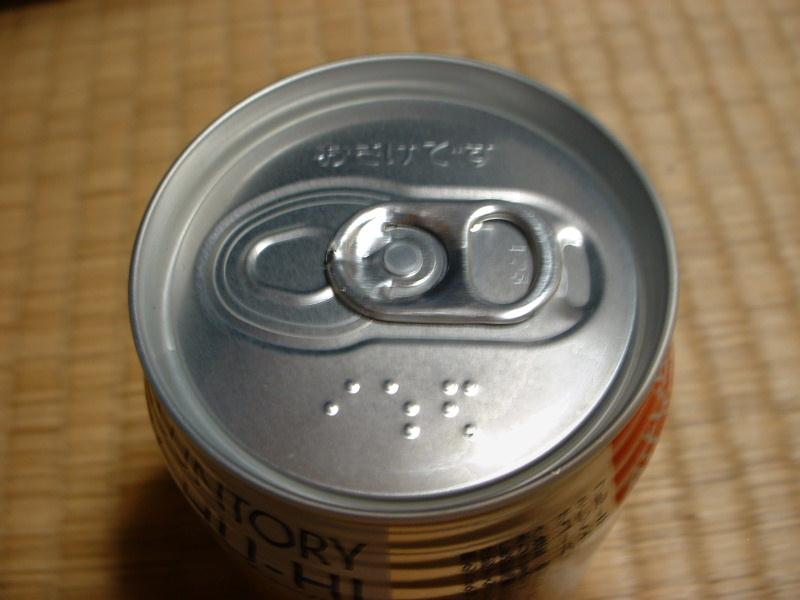
（上） おさけです （下） 点字
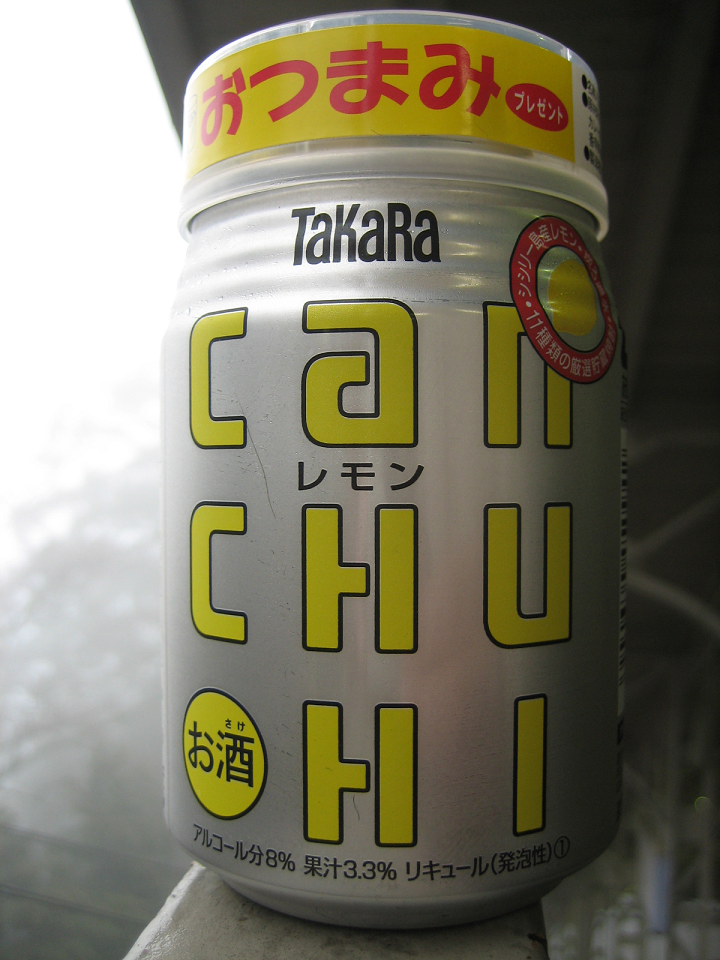
お酒
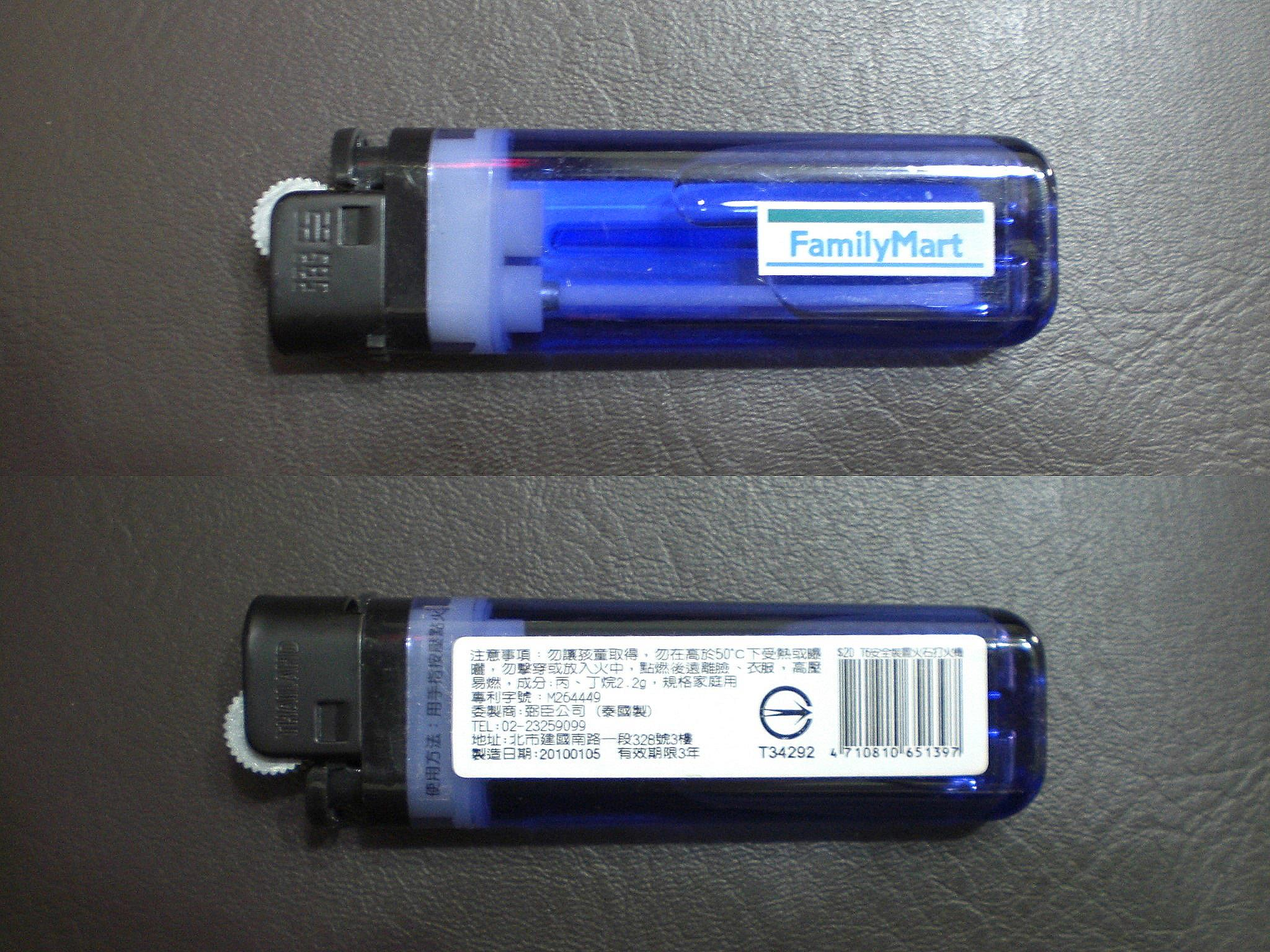
ライター
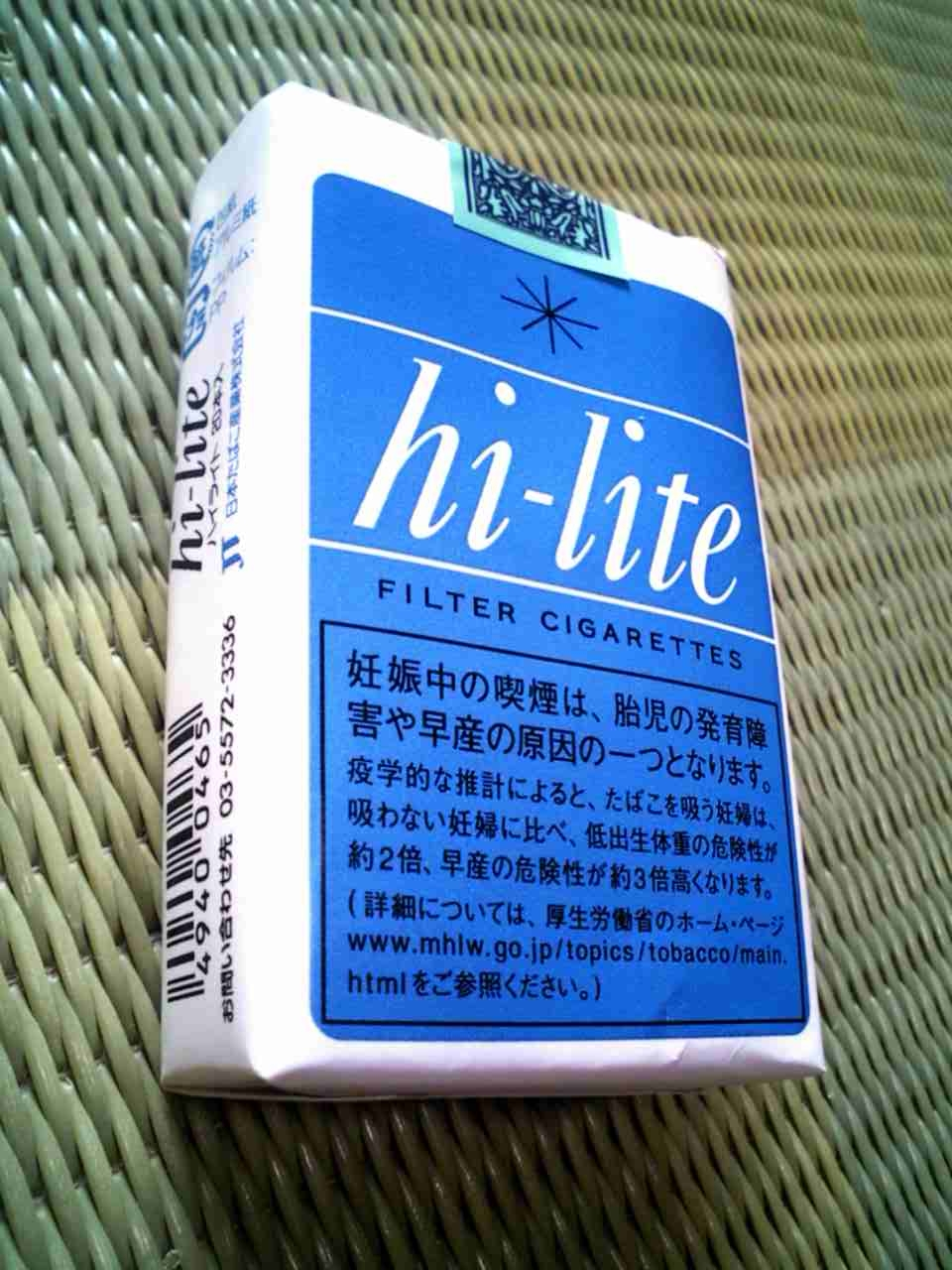
たばこ警告表示
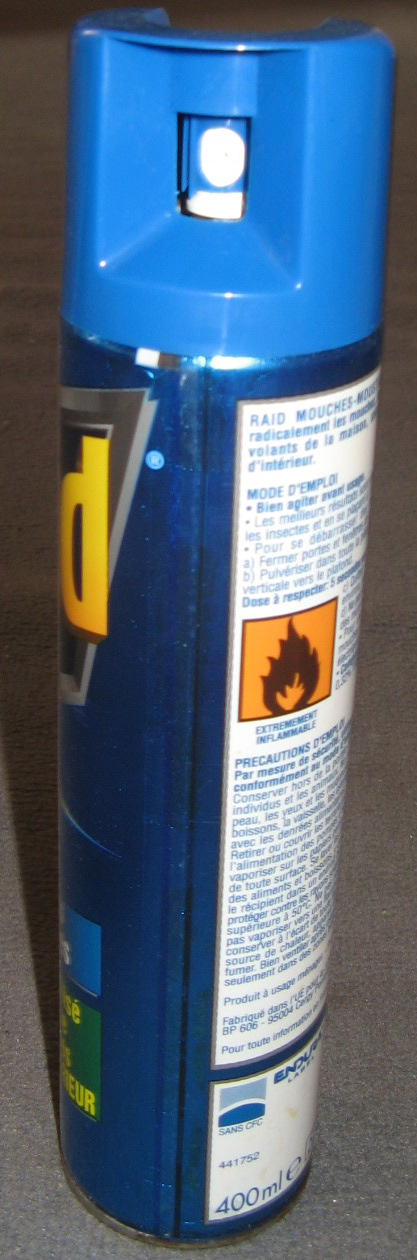
日本国外のエアゾール缶

その他

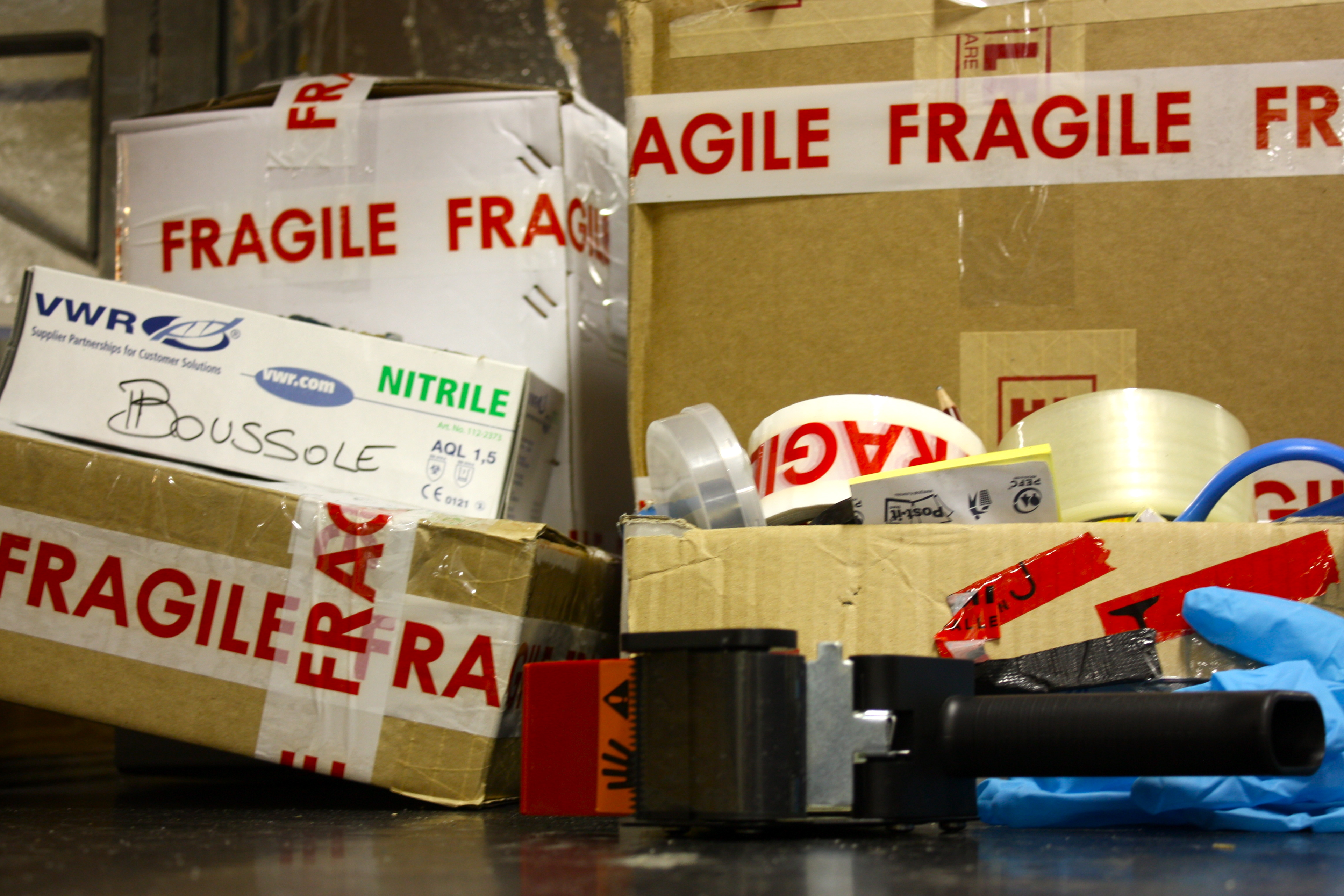
「FRAGILE」と書かれたテープ
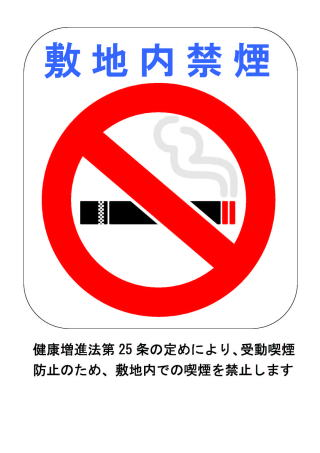
施設内禁煙
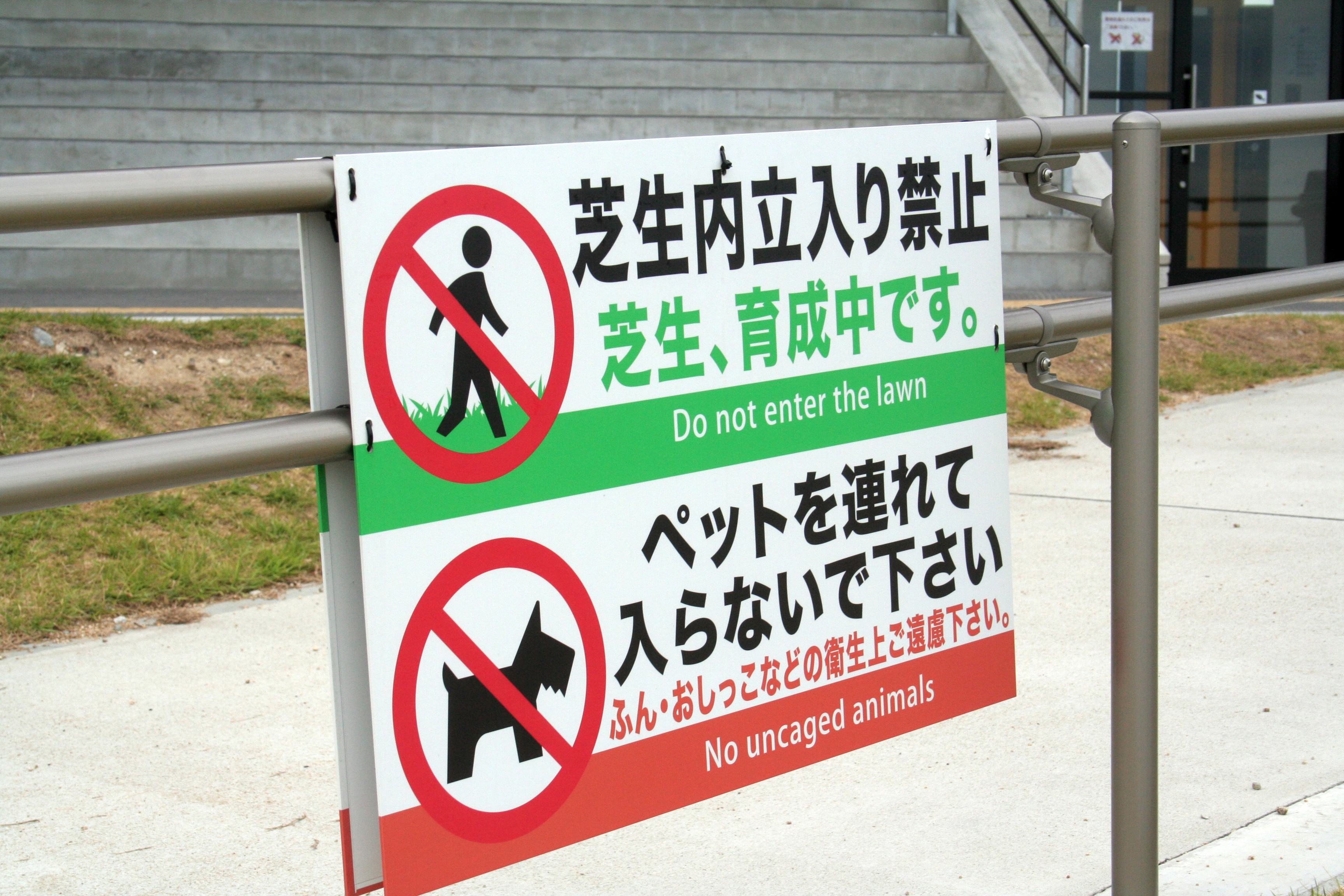
立入禁止区域
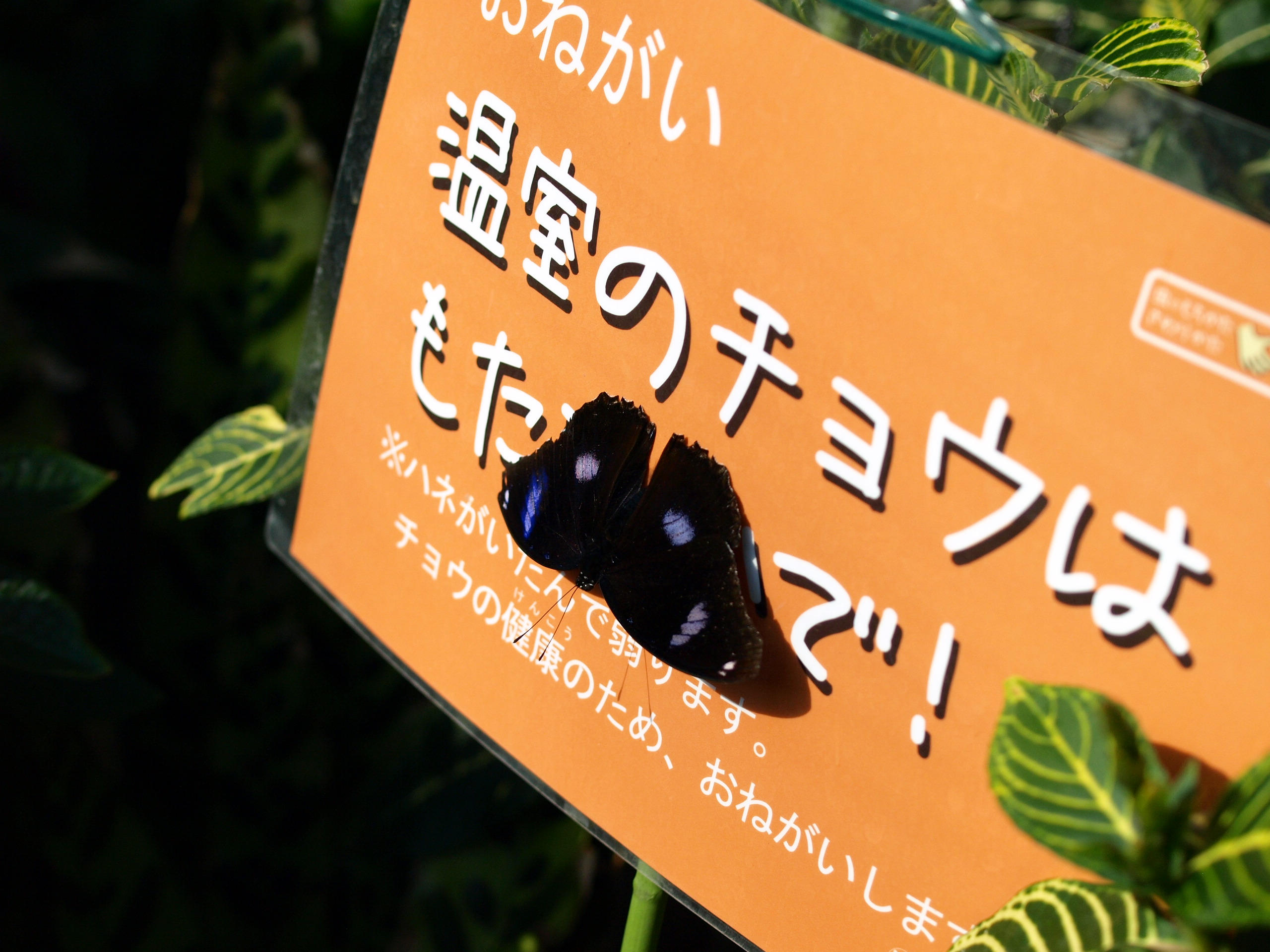
伊丹市昆虫館 おねがい
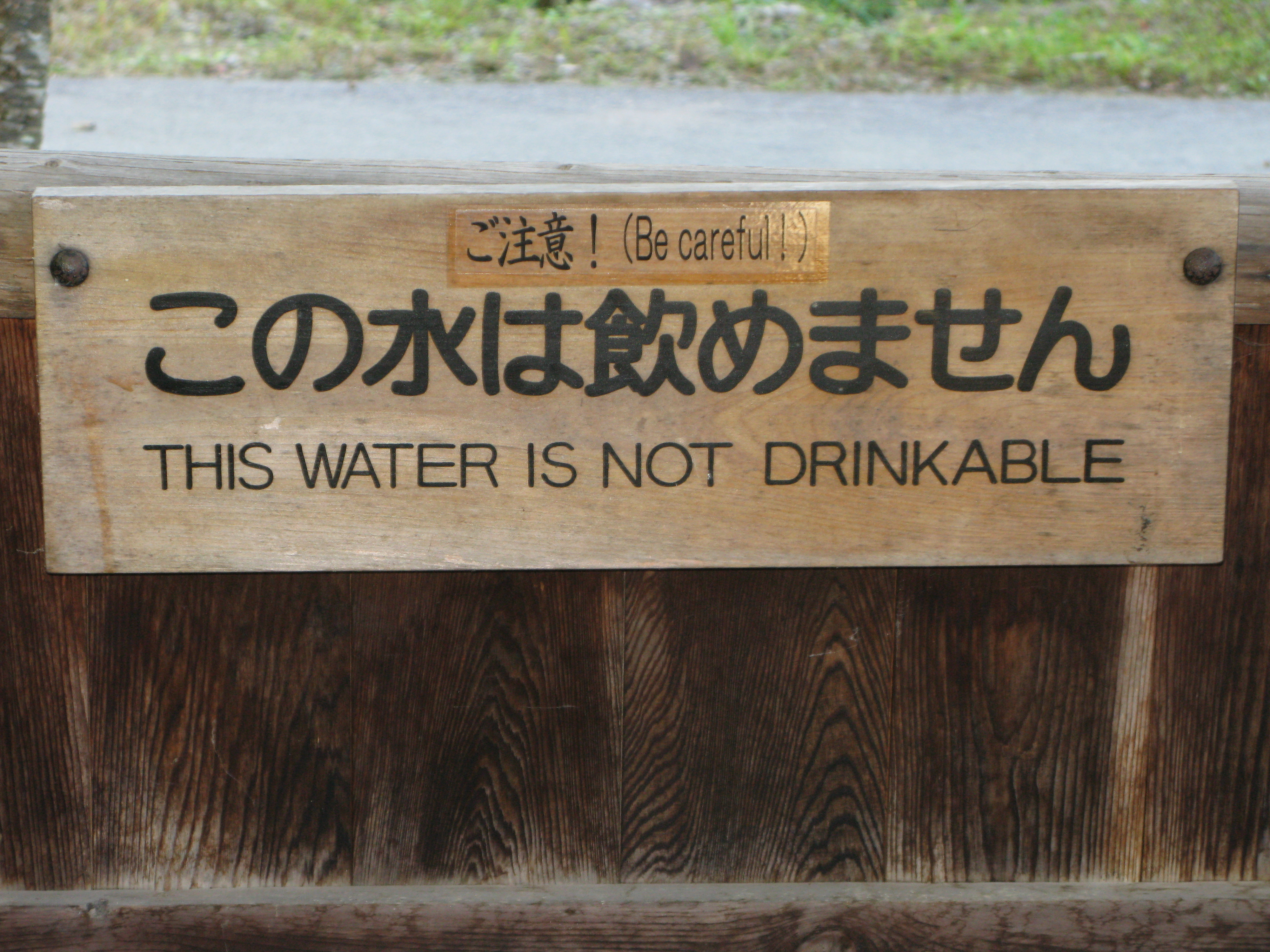
この水は飲めません （※ 利用者側のデメリットを心配する表示）
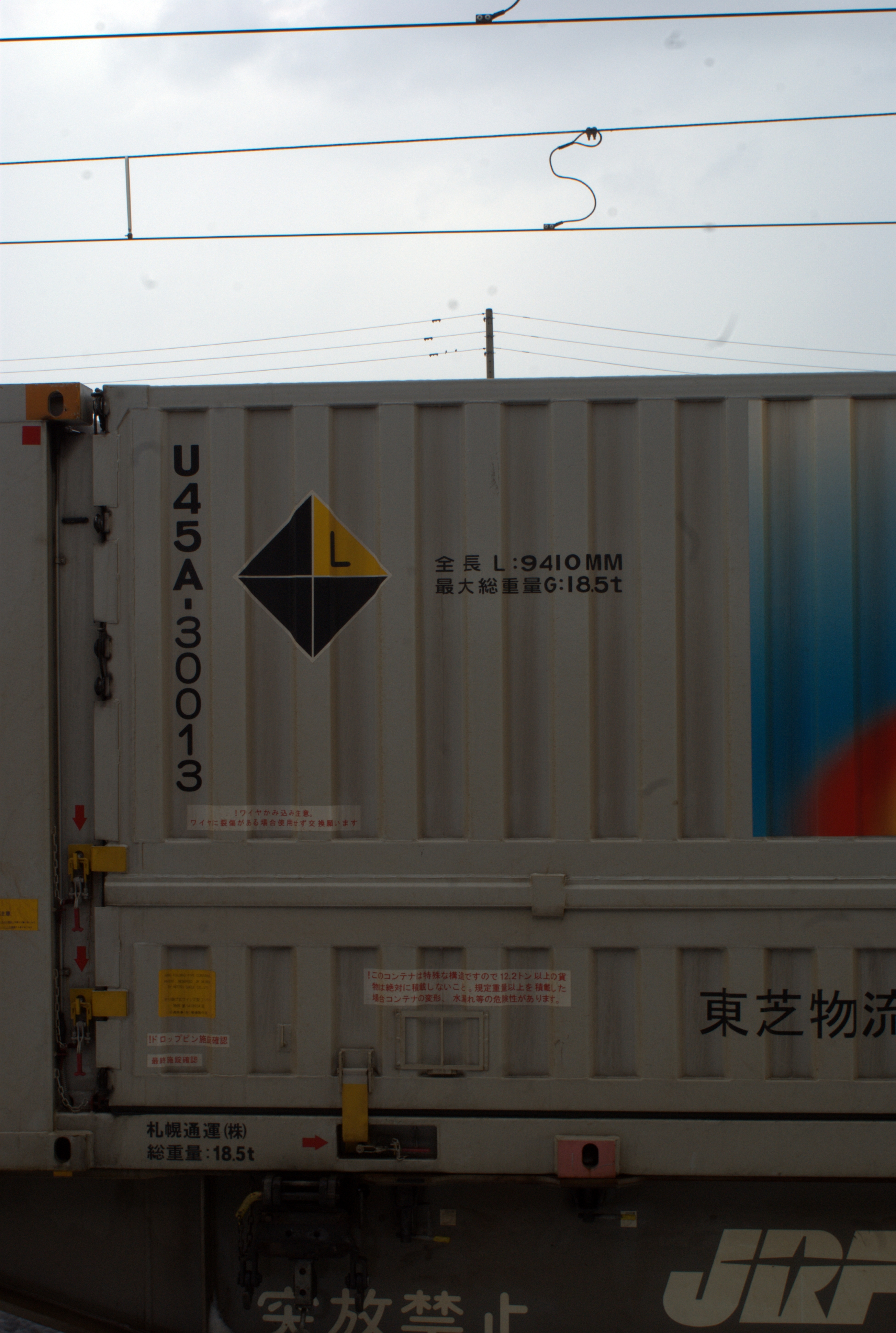
JR貨物U45A形コンテナ
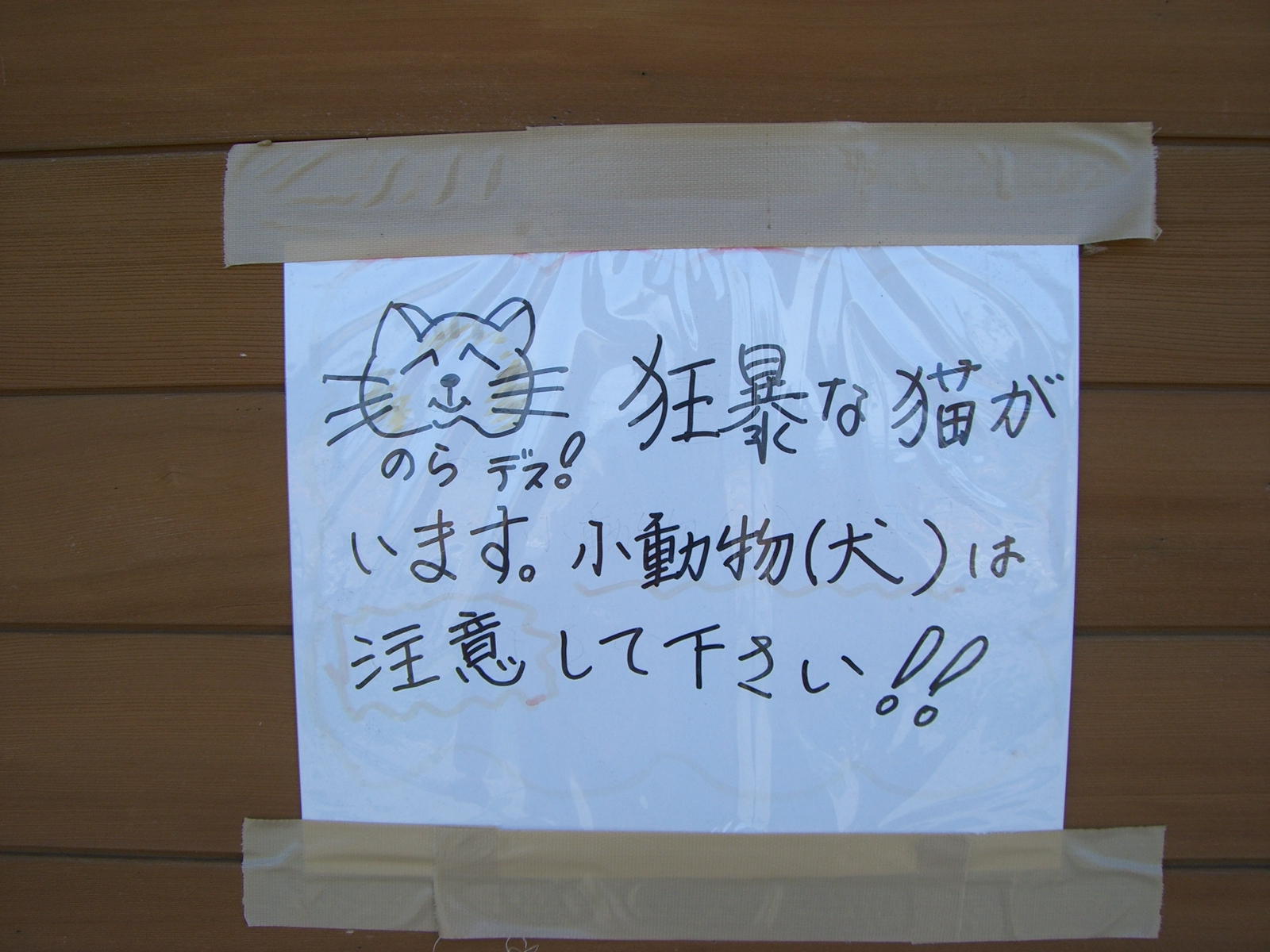
オシンコシンの滝の猫